# ساختمان شورکی
ساختمان شورکی یک روستا در ایران است که در استان فارس واقع شده‌است.